# Saganaki

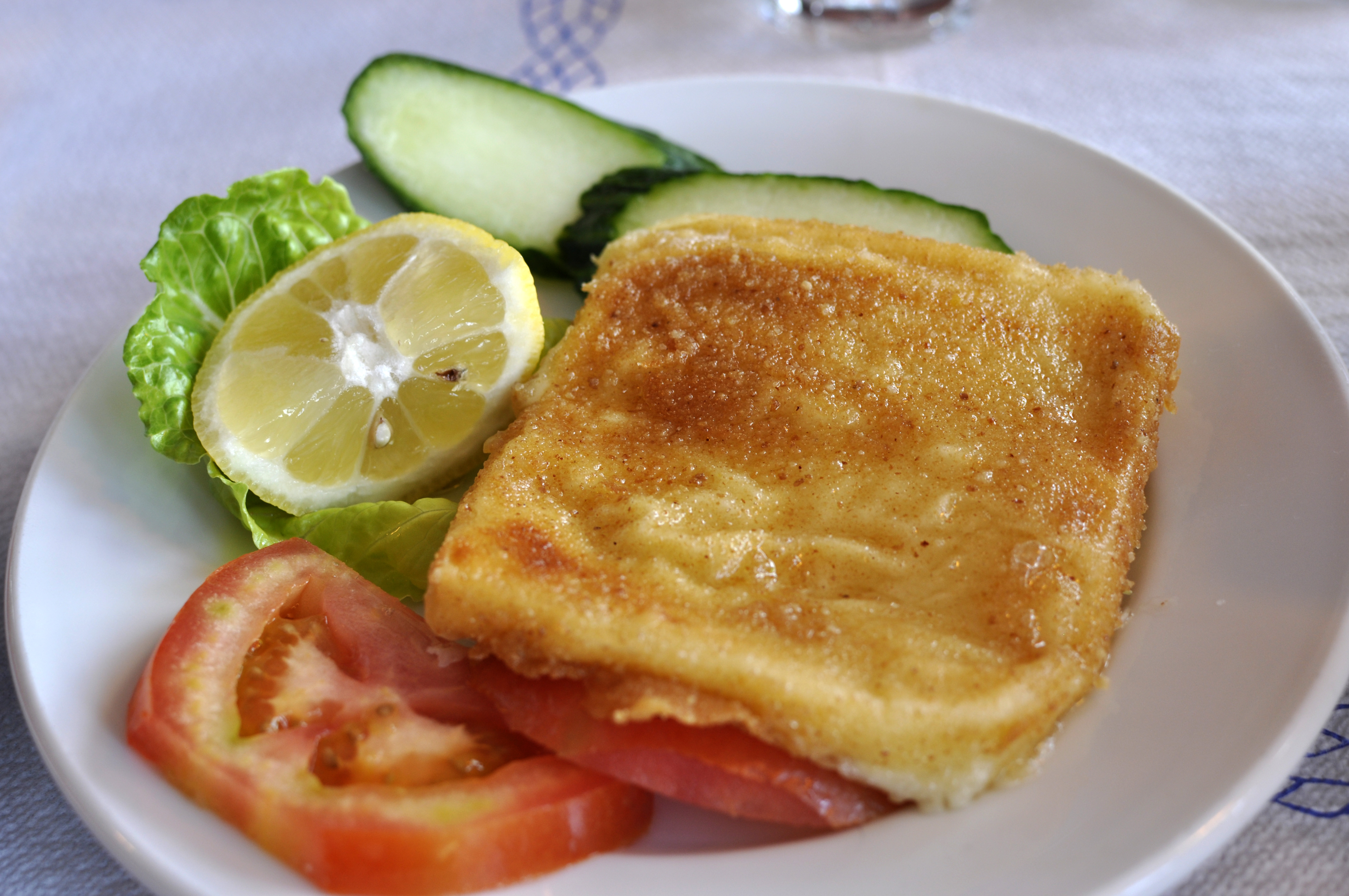
Saganaki

Saganaki (grekiska σαγανάκι, ordagrant liten stekpanna) kallas olika rätter som tillagas i det grekiska köket och är uppkallat efter den enportionsstekpanna som det tillagas i.
Ett populärt exempel är en förrätt på stekt ost. Ostarna som används till saganaki är graviera, kefalograviera, kasseri, kefalotyri, ladotyri och fetaost på fårmjölk. Rätten kan variera lokalt, såsom att man använder osten formaella i Arachova, vlahotyri i Metsovo och halloumi på Cypern. I Sverige säljs saganakiost under varumärkena Fontana och Minella.
Osten smälts i en liten stekpanna tills den bubblar, och serveras vanligtvis med citronsaft och peppar samt äts med bröd.
Andra rätter som traditionellt tillagas i stekpannan är saganaki på räkor (grekiska γαρίδες σαγανάκι), samt på musslor (grekiska μύδια σαγανάκι), som vanligtvis är fetaostbaserade och innehåller kryddig tomatsås.
I många amerikanska, kanadensiska och australiensiska restauranger flamberar man osten efter fritering, vid bordet (ofta samtidigt som "opa!" utropas) och flammorna släcks sedan med lite färskpressad citronsaft. Denna metod utvecklades vid restaurangen "The Parthenon" i Chicagos grekiska stadsdelar år 1968. Metoden baseras på ett förslag som ägaren Chris Liakouras fick.

## Etymologi
Ordet saganaki är ett diminutiv från sagani, en stekpanna med två handtag. Det ordet härstammar i sin tur från turkiskans sahan.